# Marathon van Nagoya 1992
De marathon van Nagoya 1992 werd gelopen op zondag 1 maart 1992. Het was de 13e editie van de marathon van Nagoya. Alleen vrouwelijke elitelopers mochten aan de wedstrijd deelnemen. De Japanse Teruko Oe kwam als eerste over de streep in 2:31.04. Door dat de wedstrijd tevens dienstdeed als Japans kampioenschap op de marathon veroverde zij hiermee de nationale titel.

## Uitslagen
| rang   | naam              | land | tijd    |
| ------ | ----------------- | ---- | ------- |
| Goud   | Teruko Oe         | JPN  | 2:31.04 |
| Zilver | Mari Tanigawa     | JPN  | 2:31.09 |
| Brons  | Eriko Asai        | JPN  | 2:31.42 |
| 4      | Sadako Hayakawa   | JPN  | 2:32.34 |
| 5      | Sally Eastall     | ENG  | 2:33.36 |
| 6      | Miyako Iwai       | JPN  | 2:34.42 |
| 7      | Marguerite Buist  | NZL  | 2:34.58 |
| 8      | Xiao-lan Hu       | CHN  | 2:37.58 |
| 9      | Tomomi Nishigai   | JPN  | 2:38.45 |
| 10     | Ria Van Landeghem | BEL  | 2:39.29 |
| 11     | Mayu Kishi        | JPN  | 2:39.45 |
| 12     | Anna Rybicka      | POL  | 2:39.55 |
| 13     | Michiko Uchiyama  | JPN  | 2:40.09 |
| 14     | Tamiyo Nayuki     | JPN  | 2:40.31 |
| 15     | Cristina Pomacu   | ROU  | 2:41.16 |
| 16     | Mayumi Nagamori   | JPN  | 2:41.52 |
| 17     | Naomi Yoshizawa   | JPN  | 2:42.11 |
| 18     | Naoko Okuzumi     | JPN  | 2:42.41 |
| 19     | Izumi Yuda        | JPN  | 2:43.13 |
| 20     | Megumi Setoguchi  | JPN  | 2:43.26 |
| 21     | Mariko Okumura    | JPN  | 2:43.50 |
| 22     | Yasuko Hashimoto  | JPN  | 2:43.51 |
| 23     | Akemi Yamanaka    | JPN  | 2:44.27 |
| 24     | Qiu-Li Yu         | CHN  | 2:44.33 |
| 25     | Eiko Yamazaki     | JPN  | 2:45.05 |

1984 ·
1985 ·
1986 ·
1987 ·
1988 ·
1989 ·
1990 ·
1991 ·
1992 ·
1993 ·
1994 ·
1995 ·
1996 ·
1997 ·
1998 ·
1999 ·
2000 ·
2001 ·
2002 ·
2003 ·
2004 ·
2005 ·
2006 ·
2007 ·
2008 ·
2009 ·
2010 ·
2011 ·
2012 ·
2013 ·
2014 ·
2015 ·
2016 ·
2017